# Єжце
Єжце (словен. Ježce) — поселення в общині Шмартно-при-Літії, Осреднєсловенський регіон, Словенія. 
Висота над рівнем моря: 350,3 м.